# Aschehoug

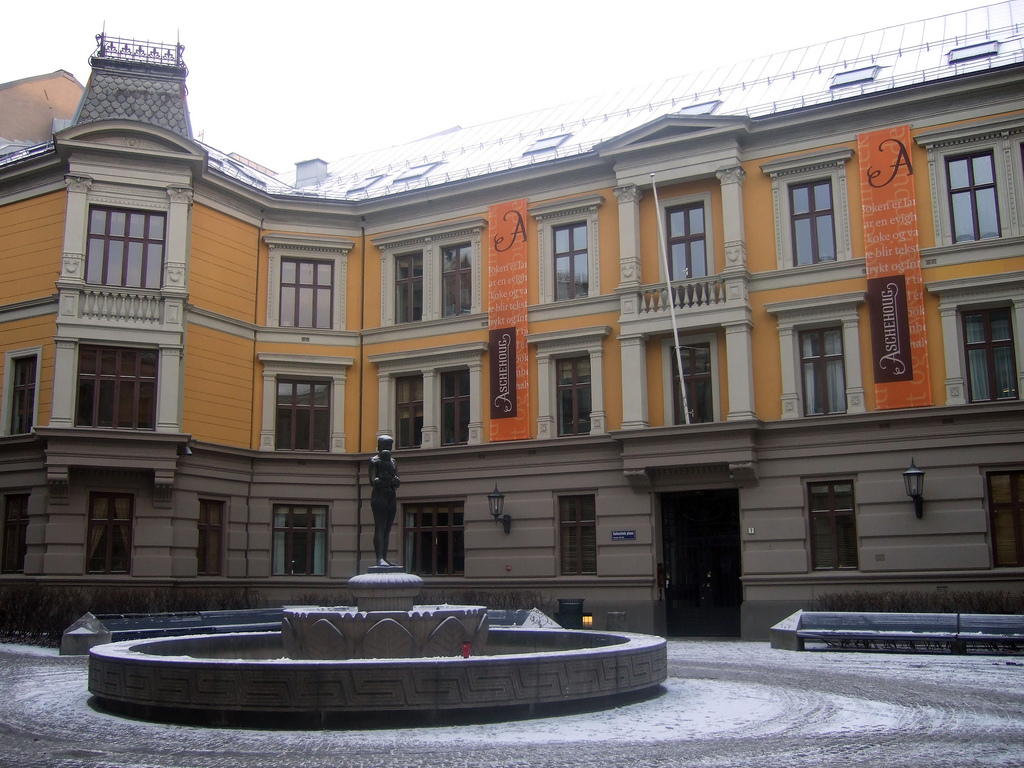
Sede en Oslo

H. Aschehoug & Co (W Nygaard), conocida como 'Aschehoug, es una de las editoriales noruegas más importantes. Fundada en 1872, su sede está en Oslo. El grupo Aschehoug es propietario de Ediciones Aschehoug Forlag, de la cadena de librerías Norli, de más del 50% del circuito Forlagsentralen y del 48,5% del club del libro De Norske Bokklubbene.

## Autores publicados
- Sven Kærup Bjørneboe
- Erling Christophersen
- Arne Lygre
- Hélène Grémillon
- Geir Gulliksen[2]
- Sigrid Undset

## Algunas publicaciones

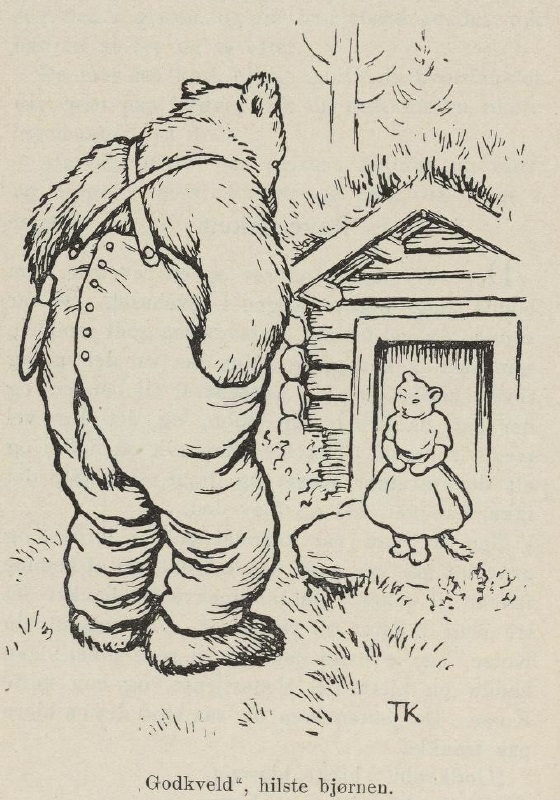
Reve enken, Theodor Kittelsen
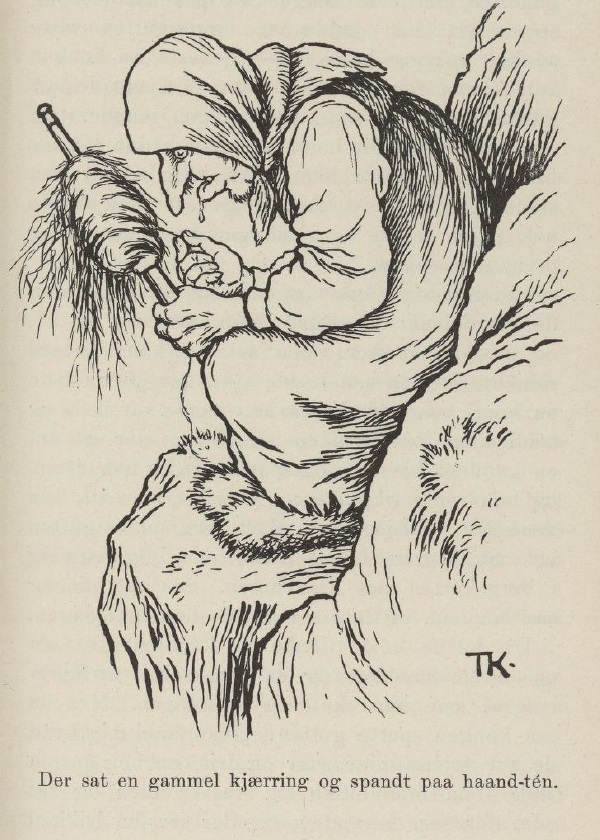
De syv folene, Theodor Kittelsen
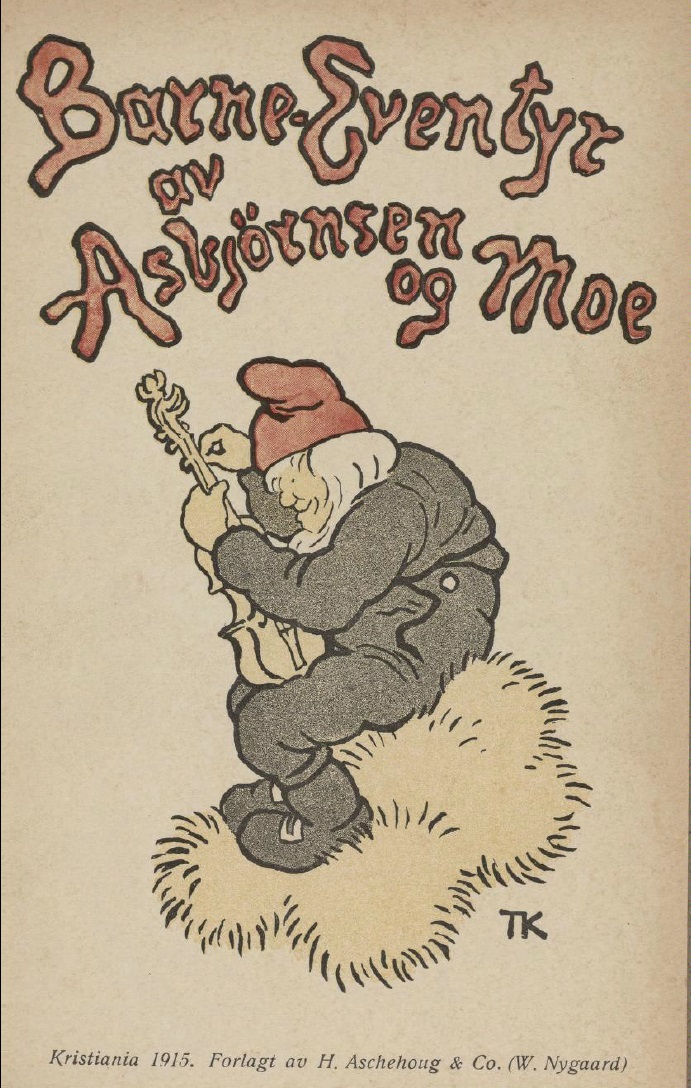
Barne-eventyr,  Theodor Kittelsen
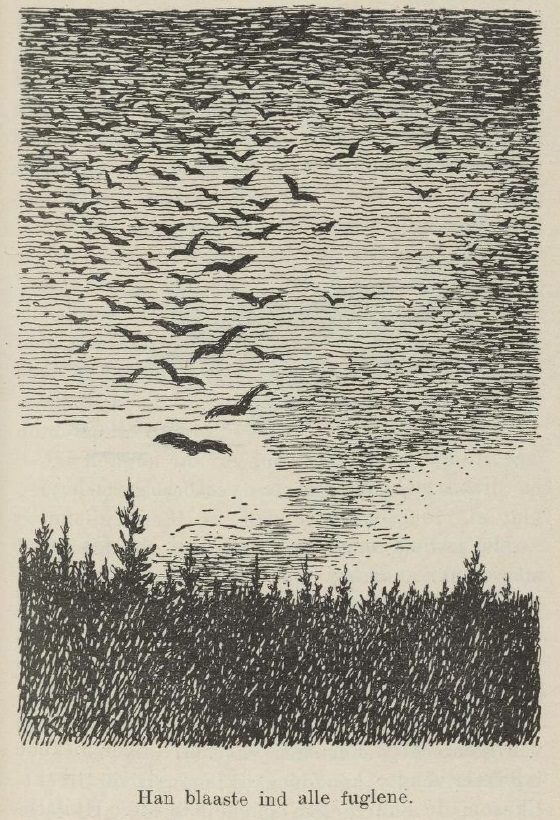
De tre prinsesser i Hvittenland, Theodor Kittelsen